# Köbo-Haus

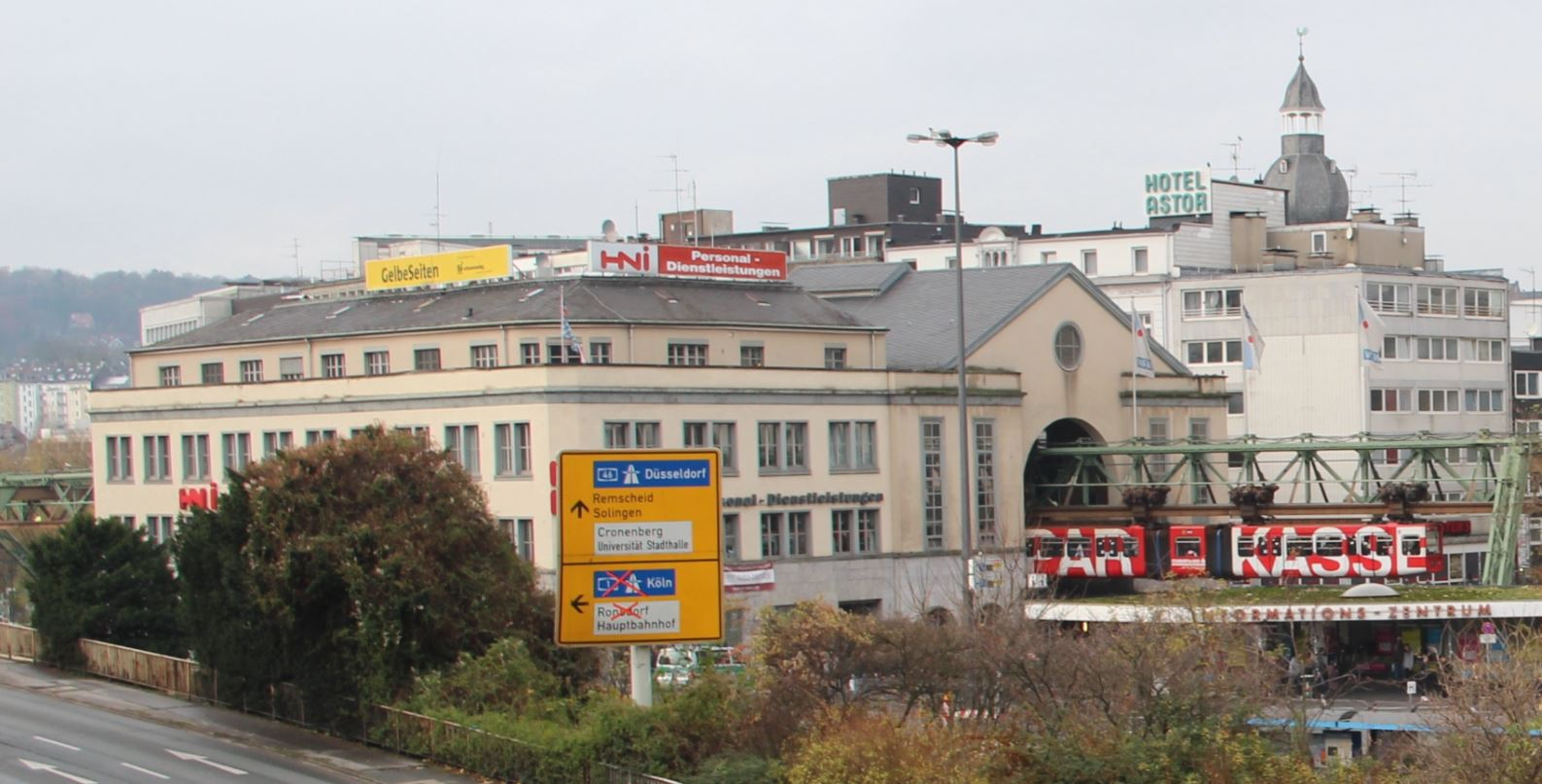
Das Köbo-Haus und die Schwebebahnstation Hauptbahnhof, 2012, Blickrichtung von Südosten.

Das Köbo-Haus ist ein unter Denkmalschutz stehendes Gebäude an der Alten Freiheit 26 im Ortsteil Elberfeld der Stadt Wuppertal. Es ist zusammen mit der angebauten Schwebebahnstation Hauptbahnhof (Alte Freiheit 24a) das einzige Gebäude der Stadt, das über die Wupper gebaut ist.

## Beschreibung

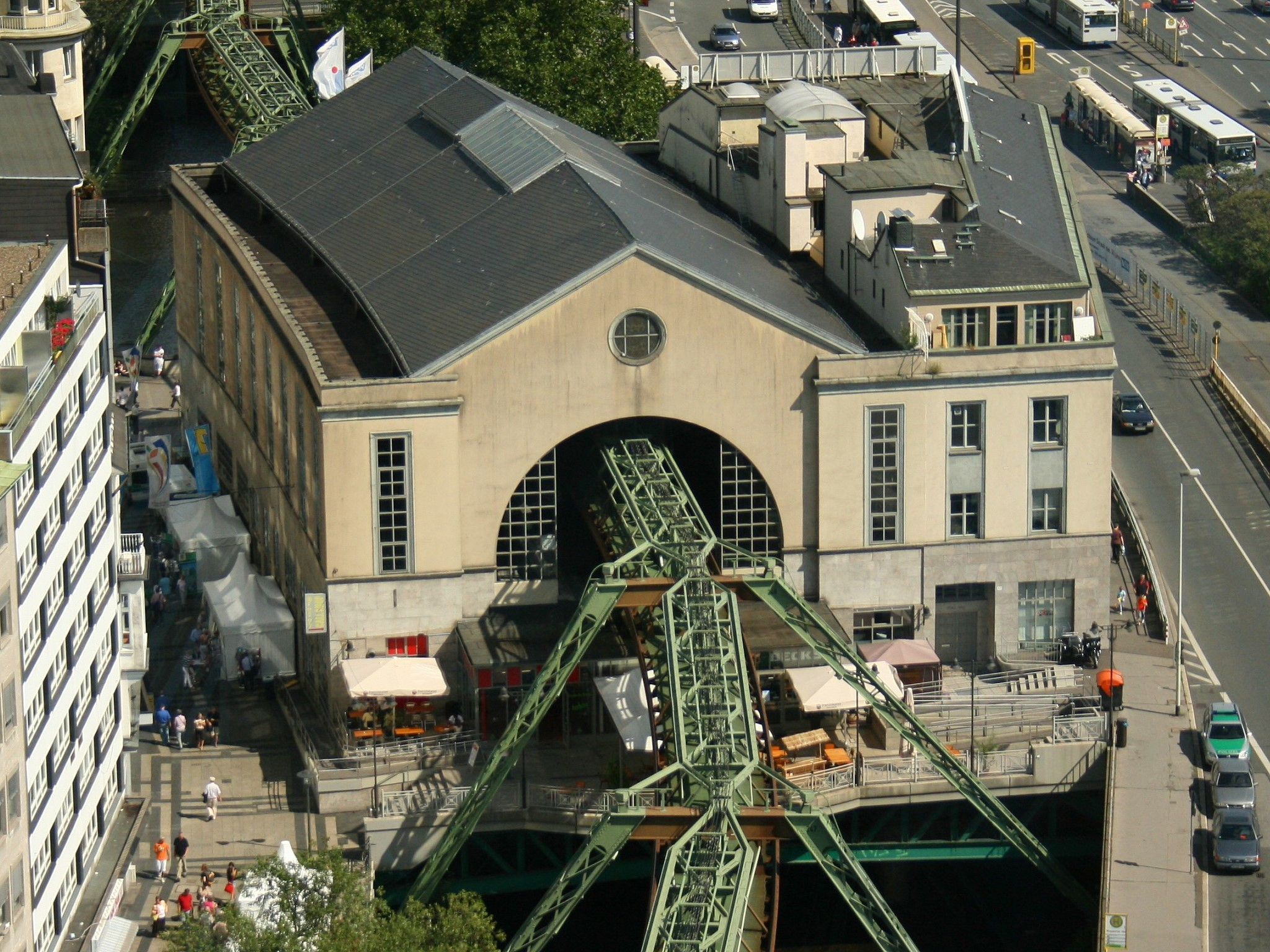
Köbo-Haus, 2008, Blickrichtung von Westen.

Der nördlich gelegene Teil des schwer und voluminös wirkenden Baukomplexes im Stil der klassizistisch gefärbten Moderne setzt sich aus dem zweigeschossigen Schwebebahnhof, einem massiven, lang gestreckten Bau mit flachgeneigtem, verschiefertem Satteldach, und dem viergeschossigen Köbo-Geschäftshaus auf einem trapezförmigen Grundriss an der südlichen Längsseite zusammen. Der Bau ist verputzt, auch das ehemals unverputzte Erdgeschoss des Schwebebahnhofs. Der Teil der Schwebebahnstation wird im Wesentlichen bestimmt durch die mittigen, bogenförmigen westlich und östlich gelegenen Ein- und Ausfahrtsöffnungen an den Stirnseiten. Die hochrechteckigen, schmalen Fenstereinschnitte setzen sich im Geschäftshaus als Reihungen von Fensterachsen aus quadratischen Formaten fort.

## Geschichte

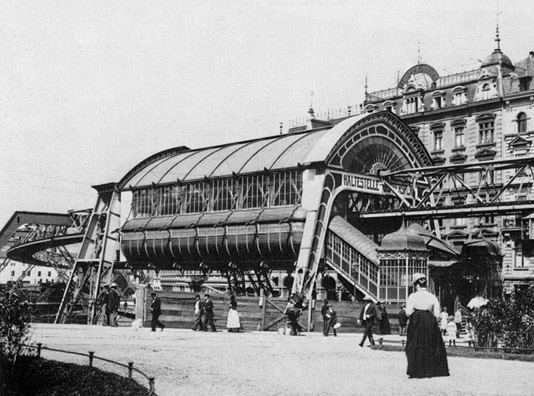
Alter Schwebebahnhof Döppersberg, um 1903

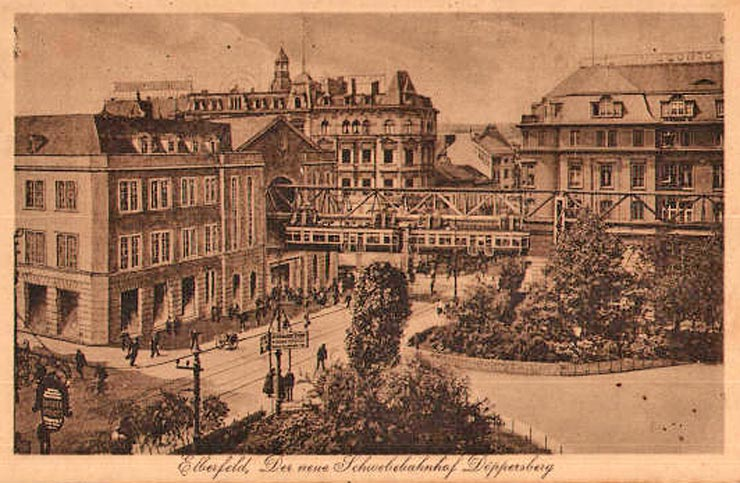
Köbo-Haus mit Schwebebahnstation, Postkarte von 1926

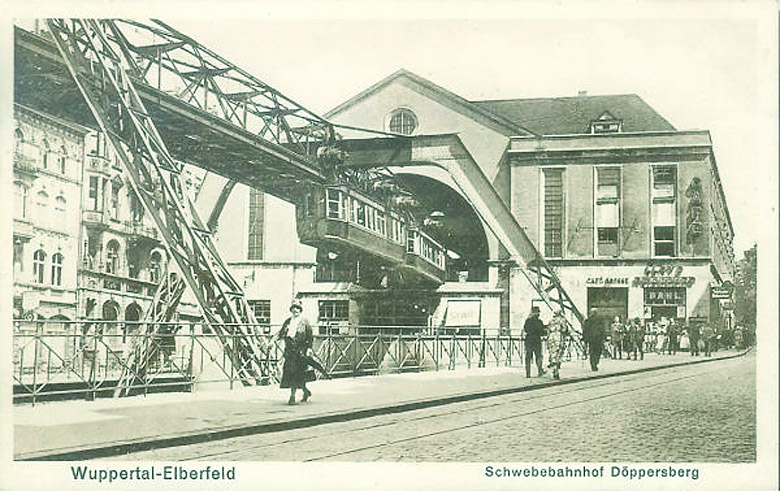
Köbo-Haus mit Schwebebahnstation, Postkarte von 1932

Ursprünglich stand an gleicher Stelle der 1900 errichtete Jugendstilbahnhof in Eisenkonstruktion, die im Volksmund „Badewanne“ genannt wurde. In den 1920er Jahren konnte dieser die ständig steigende Zahl an Fahrgästen nicht mehr bewältigen, ebenso wurde die Konstruktion als störend und hässlich empfunden. Anlässlich der Planung von 1923 zur Errichtung einer südlich gelegenen Ausstellungshalle und im Rahmen des „Bebauungsplanes für den Brausenwerther Platz“ sollte der avantgardistische Stahlskelettbau einem massiven Stationsgebäude mit Geschäftshaus weichen, für das vom Elberfelder Hochbauamt klare Vorgaben in zeichnerischer Form vorlagen. Für die Neugestaltung des Brausenwerther Platzes wurde ein Wettbewerb ausgeschrieben.
Unter Verwendung der Ergebnisse dieses Wettbewerbs schuf der Barmer Architekt Clemens Julius Mangner einen Entwurf, der schließlich 1925/26 von der Siemens-Bauunion aus Berlin umgesetzt wurde.  Nach Mangners Plänen wurde dem Bahnhof seitlich ein Geschäftshaus angegliedert und nach dem Hauptmieter – dem Fördertechnikhersteller Köhler & Bovenkamp – Köbo-Haus benannt, der hier einen Autohandel mit den Marken Mercedes, BMW und GM betrieb. Das Gebäude beherbergte neben Büros und Arztpraxen im Erdgeschoss einige Ladenlokale. Auch in der Passage des Bahnhofs waren neben einem Restaurant, einem Café und dem Verkehrsverein mehrere Geschäfte untergebracht.
Nach den Zerstörungen des Zweiten Weltkriegs unterbrach ab den 1950/60er Jahren im Zuge der städtischen Neukonzeption der Verkehrsführung am ehemaligen Brausenwerther Platz die Bundesstraße 7 die historische Struktur am Döppersberg, wobei das Köbo-Haus wie ein Keil in den Straßenraum ragte. In den 1980er Jahren war das im städtischen Eigentum stehende Gebäude völlig heruntergekommen, wurde jedoch am 15. Februar 1991 unter Denkmalschutz gestellt (Denkmalnummer 1868). Ab 1991 wurde der Bestand einzelner Schwebebahnhöfe und vor allem der des Köbo-Hauses kontrovers diskutiert. Die Diskussion bezog sich im Vorfeld der generellen Umbau- und Neubauplanung besonders auf den Denkmalwert des Gebäudeensembles, bei der auch ein Abriss erwogen wurde. Ab 1995 befand sich die Döppersberg-Wache der Polizei im Köbo-Haus, die Wuppertals meistfrequentierte Polizei-Anlaufstelle war.
2014 wurde das Köbo-Haus von einer eigens hierfür gegründeten Gesellschaft übernommen, die dem Investor Signature Capital nahesteht. Über den Kaufpreis wurde Stillschweigen vereinbart. Das Gebäude ist Teil des Umbaus am Döppersberg, der 2010 begann und durch die Verzögerungen bei der Umgestaltung des KöBo-Hauses und des Gebäudes der ehemaligen Reichsbahndirektion immer noch andauert. Die Mietverträge im Haus für die Polizeistation und das Café Cosa der Suchthilfe liefen Ende 2017 aus. Beim 2018 vom Investor begonnenen Umbau sollen weitere Ladenlokale und Räume für Gastronomie entstehen, die Wohnungen im obersten Stockwerk des Gebäudes bestehen bleiben. Allerdings liegt der ursprünglich für das Jahresende 2018 vorgesehene und anschließend mehrfach verschobene Fertigstellungstermin auch im Frühjahr 2022 weiterhin in unbestimmter Ferne. Hauptgrund sind massive statische Probleme, die sich dadurch verschärft haben, dass es keine entsprechenden Baupläne mehr gibt. Im Juni 2022 eröffnete in dem Gebäude eine Sparkassenfiliale.

## Trivia
In dem Film Pina von 2011 bot das Gebäude „eine prägnante Kulisse“.